# Coos County, New Hampshire
För countyt i Oregon, se Coos County, Oregon.
Coos County, ibland stavat Coös County för att tydliggöra att namnet uttalas [ˈkoʊ.ɒs] med två stavelser, är ett administrativt område i delstaten New Hampshire i USA. Coos är ett av tio countyn i delstaten och ligger i den nordligaste delen av New Hampshire. År 2010 hade Coos County 33 055 invånare vilket är cirka 2,5 procent av delstatens befolkning. Den administrativa huvudorten (county seat) är Lancaster. 

## Geografi
Enligt United States Census Bureau så har Coos County en total area på 4 743 km². 4 663 km² av den arean är land och 80 km² är vatten. Det gränsar i öster till Maine, i väster till Vermont och i norr till Kanada. Coos County innehåller flera kommunfria områden såsom Dixville och Millsfield. 

### Angränsande countyn
- Oxford County, Maine öst
- Carroll County sydöst
- Grafton County sydväst
- Essex County, Vermont väst
- Kanada norr